# Podział administracyjny Francji

Regiony Francji w 2016 roku (nazwy z początku roku)

Podstawy współczesnego podziału administracyjnego Francji ukształtowały się w okresie rewolucji francuskiej. Zniesiono wówczas podział na prowincje i wprowadzono departamenty. W tym samym czasie pojawiły się także francuskie gminy, nieco później kantony i okręgi. Najwyższy stopień tego podziału – regiony – wprowadzono dopiero w 2. połowie XX wieku. Jednocześnie od końca XIX wieku podejmowano nieudane próby ograniczenia nadmiernej liczby gmin. Ostatecznie nacisk kładzie się teraz bardziej na współpracę gmin, która przyjmuję formę związków międzygminnych bądź terytoriów zwanych pays.
Współczesna Francja dzieli się zatem na: 
| Nazwa       | Nazwa          | Liczba jednostek (2016) | Liczba jednostek (2016) | Liczba jednostek (2016) |
| polska      | francuska      | ogółem                  | część europejska        | część zamorska          |
| ----------- | -------------- | ----------------------- | ----------------------- | ----------------------- |
| region      | région         | 18                      | 13                      | 5                       |
| departament | département    | 101                     | 96                      | 5                       |
| okręg       | arrondissement | 342                     | 330                     | 12                      |
| kanton      | canton         | 2 054                   | 1 995                   | 59                      |
| gmina       | commune        | 35 945                  | 35 816                  | 129                     |

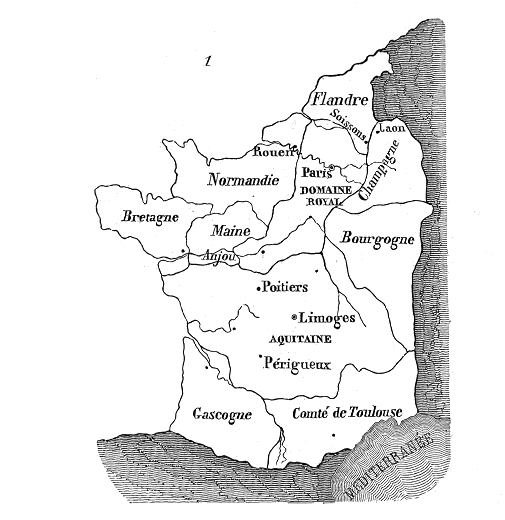
Podział administracyjny Francji w X wieku

Departamenty zamorskie (départements d'outre-mer, DOM), z których każdy jest jednocześnie odrębnym regionem (régions d'outre-mer, ROM), stanowią integralną część Francji, wchodzącą w skład Unii Europejskiej. 
Pozostałe obszary, czyli tzw. terytoria zamorskie (territoires d'outre-mer, TOM), choć stanowią część Francji, nie wchodzą w skład Unii Europejskiej. Do niedawna istniało sześć takich terytoriów, ale Polinezja Francuska, otrzymała status kraju zamorskiego (pays d'outre mer) a Nowa Kaledonia status sui generis według konstytucji. Z pozostałych czterech dwa posiadają status zwykły (Wallis i Futuna oraz Francuskie Terytoria Południowe i Antarktyczne), a Saint-Pierre i Miquelon specjalny status wspólnot terytorialnych (collectivités territoriales). Ponadto Francja sprawuje kontrolę nad kilkoma wyspami na Oceanie Indyjskim i Spokojnym.